# Quézac (Lozère)
Quézac is een plaats en voormalige gemeente in het Franse departement Lozère in de regio Occitanie. De plaats maakt deel uit van het arrondissement Florac.
Bezienswaardig is onder meer de brug van Quézac over de Tarn.

## Geschiedenis
De gemeente maakte deel uit van het kanton Sainte-Enimie totdat dit op 22 maart 2015 werd opgeheven en verdeeld over de kantons La Canourgue en Florac. Quézac werd ingedeeld bij het kanton Florac maar toen de gemeente op 1 januari 2017 fuseerde met Montbrun en Sainte-Enimie tot de commune nouvelle Gorges du Tarn Causses werd deze gemeente ingedeeld bij het kanton La Canourgue waardoor de plaats opnieuw van kanton veranderde.

## Geografie
De oppervlakte van Quézac bedraagt 26,6 km², de bevolkingsdichtheid is 10,9 inwoners per km².
De onderstaande kaart toont de ligging van Quézac (Lozère) met de belangrijkste infrastructuur en aangrenzende gemeenten.

## Demografie
Onderstaande figuur toont het verloop van het inwonertal.